# Katholische Stiftung Marienhospital Aachen
Die Katholische Stiftung Marienhospital Aachen ist Gesellschafterin der Marienhospital Aachen GmbH, die als Trägerorganisation diverser medizinischer und sozialer Einrichtungen in Aachen tätig ist.

## Geschichte

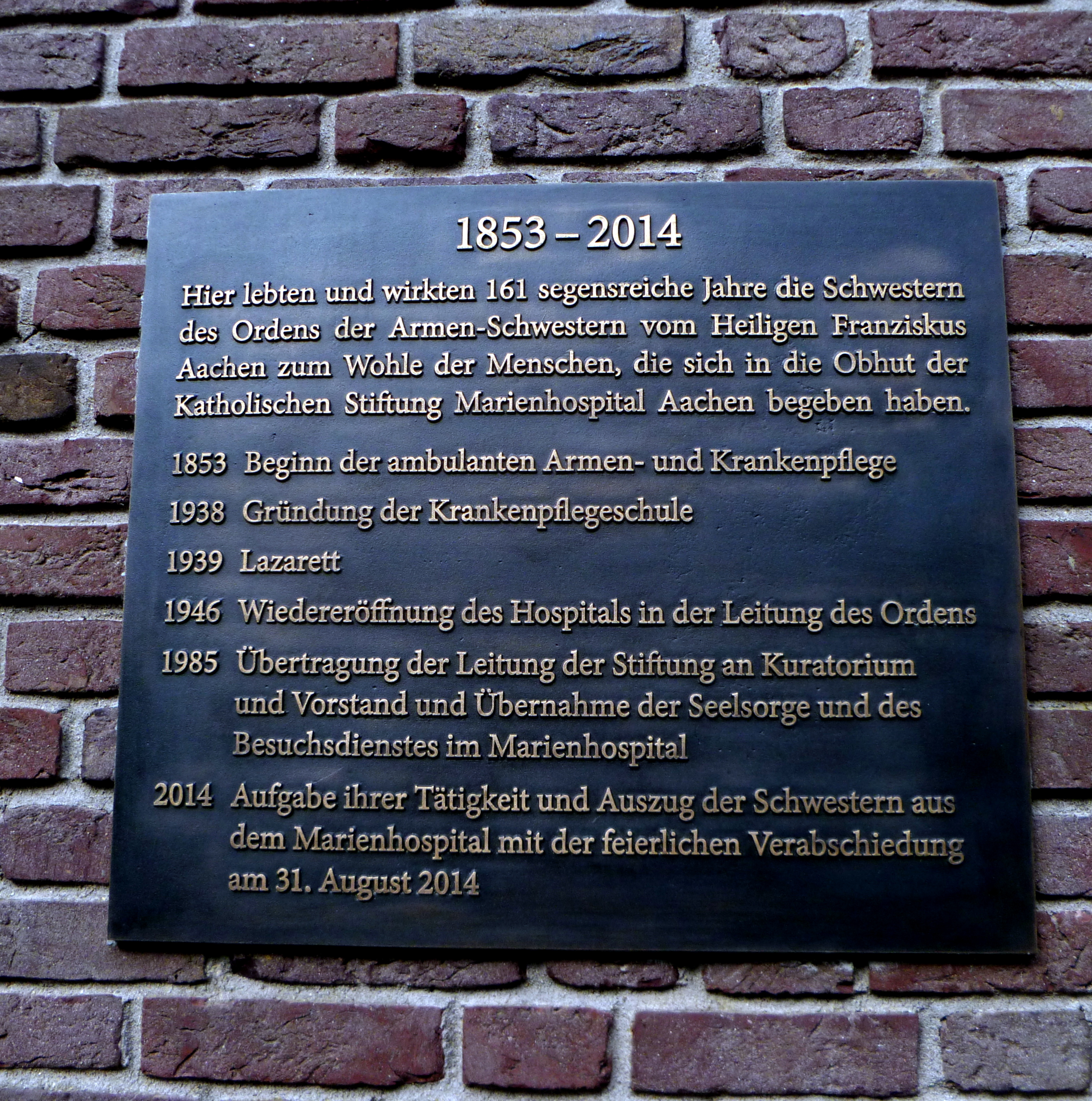
Anschlagtafel mit der Chronik der Franziskanerinnen am Marienhospital

Die Geschichte der Stiftung begann vor mehr als 150 Jahren. Sie wurde im Jahr 1850 von sechs Burtscheider Bürgern, den beiden Pfarrern der Gemeinden St. Johann und St. Michael und dem ihnen nahestehenden Orden der Armen-Schwestern vom heiligen Franziskus unter ihrer Leiterin Franziska Schervier gegründet. Anlass war neben den damals wütenden Cholera-Epidemien, im Volksmund Burtscheider Krankheit genannt, auch die Sorge um die Gesundheit der Bürger in Burtscheid und Umgebung.
Im Jahr 1985 übertrugen die Ordensschwestern die Leitung der Katholischen Stiftung Marienhospital einem Kuratorium und einem Vorstand und beschränkten sich auf die Seelsorge und den Besuchsdienst im Krankenhaus. Zum 31. August 2014 beendeten die Franziskanerinnen endgültig ihr Engagement und ihre Aufgaben wurden von dem indischen Orden Sisters of the little Flower of Bethany übernommen.
Zum 1. Januar 2023 erfolgte der Übergang der operativen Tätigkeit in die Marienhospital Aachen GmbH, deren Gesellschafterinnen die Katholische Stiftung Marienhospital Aachen und die Alexianer GmbH Münster sind.
Geleitet wird die Stiftung von einem Kuratorium. Von 1984 bis 2022 wurde es von Ehrendomkapitular Monsignore Heribert August geführt. Im Juni 2022 hat der bisherige Stellvertreter Bernd Mathieu den Vorsitz übernommen.

## Marienhospital Aachen
Nach der Gründung des Krankenhauses Marienhospital im Jahr 1853 wurde es von zunächst zehn Betten auf heute 310 Betten auf- und ausgebaut. Die ambulante Armen- und Krankenpflege wurde von Mitgliedern des Schwesterordens übernommen. Die Bezeichnung Krankenhaus trifft hier allerdings nur bedingt zu, da sich die Katholische Stiftung nicht nur der Krankheit und ihrer Linderung widmet. Das Marienhospital mit Untersuchungs-, Behandlungs- und Pflegebereichen stellt vielmehr einen Baustein in einem System dar, welches die Begleitung von Menschen in allen Lebenssituationen, und -abschnitten umfasst und wo das Wort Hospital (von lat. „hospites“ = Gäste) wörtlich genommen wird.

## Weitere Stiftungseinrichtungen
An das Marienhospital grenzt das ehemalige Personalwohnheim. Hier wurde der Umbau in ein medizinisches und soziales Dienstleistungszentrum vorgenommen. Heute wird es als „Praxiszentrum am Marienhospital“ betrieben. Zu den weiteren Einrichtungen der Stiftung gehören ein Wohn- und Geschäftshaus in der Nähe des Marienhospitals sowie der Betrieb zweier Bürohäuser. Letztere werden von der Krankenpflegeschule des Marienhospitals genutzt, die 1938 von den Franziskanerinnen gegründet worden war und aus dem das „Bildungsinstitut für Berufe im Gesundheitswesen“ hervorgegangen ist. Des Weiteren untersteht der Stiftung das „BrustCentrum Aachen-Kreis Heinsberg“.
In den frühen 1980er Jahren kam als weiterer Baustein dieses Systems das Marienwohnstift Hans-Lorenz-Haus, eine Seniorenwohnanlage von einer benachbarten Kirchengemeinde, hinzu.
Eine konzeptionelle Weiterentwicklung fand das Handeln der Stiftung 1989 mit der Gründung des Zentrums für Gesundheitsförderung – kurz ZGF. An dessen etwa 1300 Kursangeboten nehmen jährlich rund 20.000 Menschen aktiv teil. Das Angebot ist breit gefächert und reicht von der Geburtsvorbereitung über das Babyschwimmen, Bobath-Kurse und Lauftraining bis zu rehabilitierenden Herzsportgruppen.
Im weiteren Verlauf wurde im Jahr 1993 das Servicezentrum Häusliche Pflege (SHP) als Sozialstation und mobiler Pflegedienst gegründet. Durch die Anbindung an das Marienhospital und gut vernetzte Strukturen wächst es kontinuierlich und ist am Markt gut positioniert.
Im Jahre 1999 wurde ein Altenheim im Aachener Stadtteil Eilendorf übernommen. Umfassende Neu- und Umbaumaßnahmen dieses Seniorenzentrums St. Severin wurden bei fortlaufendem Betrieb aufgenommen, die Strukturen im Hause modernisiert und die Synergieeffekte der Stiftung sinnvoll genutzt. Bis zur feierlichen Neueröffnung im Jahr 2004 wurden etwa acht Millionen Euro in das Objekt investiert, um zehn Wohnungen für das alten- und behindertengerechte betreute Wohnen einzurichten. Mit dem Marienheim in Stolberg-Büsbach kam 2019 ein weiteres Seniorenheim hinzu.